# Fläcktörel
Fläcktörel (Euphorbia maculata) är en törelväxtart som beskrevs av Carl von Linné. Enligt Catalogue of Life ingår Fläcktörel i släktet törlar och familjen törelväxter, men enligt Dyntaxa är tillhörigheten istället släktet törlar och familjen törelväxter. Arten förekommer tillfälligt i Sverige, men reproducerar sig inte. Inga underarter finns listade i Catalogue of Life.

## Bildgalleri

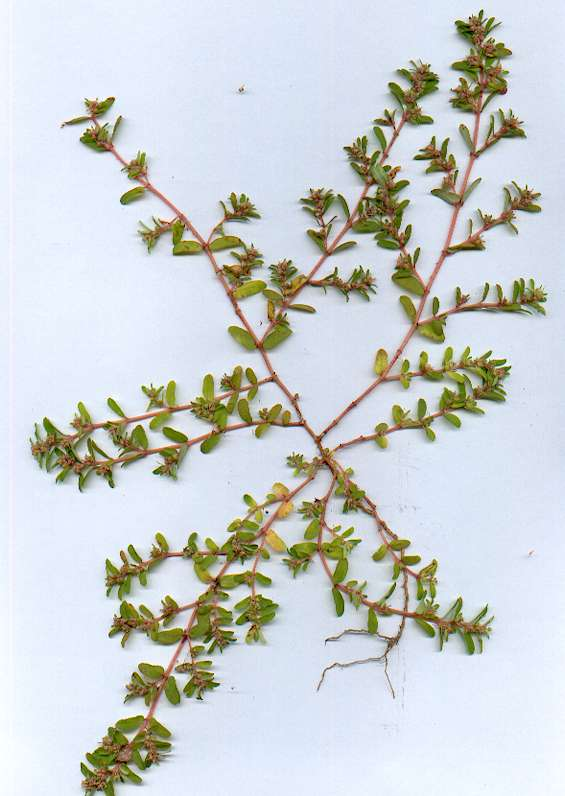
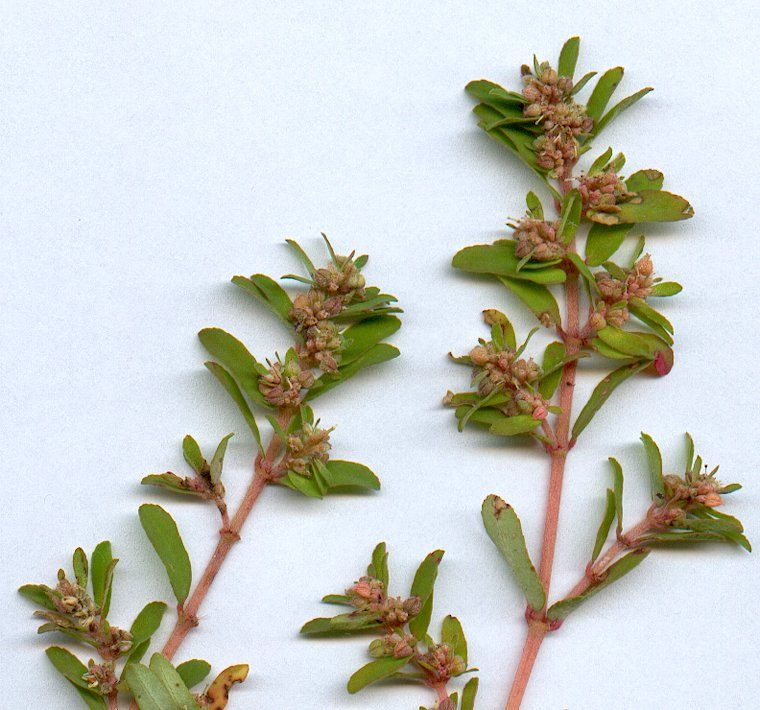
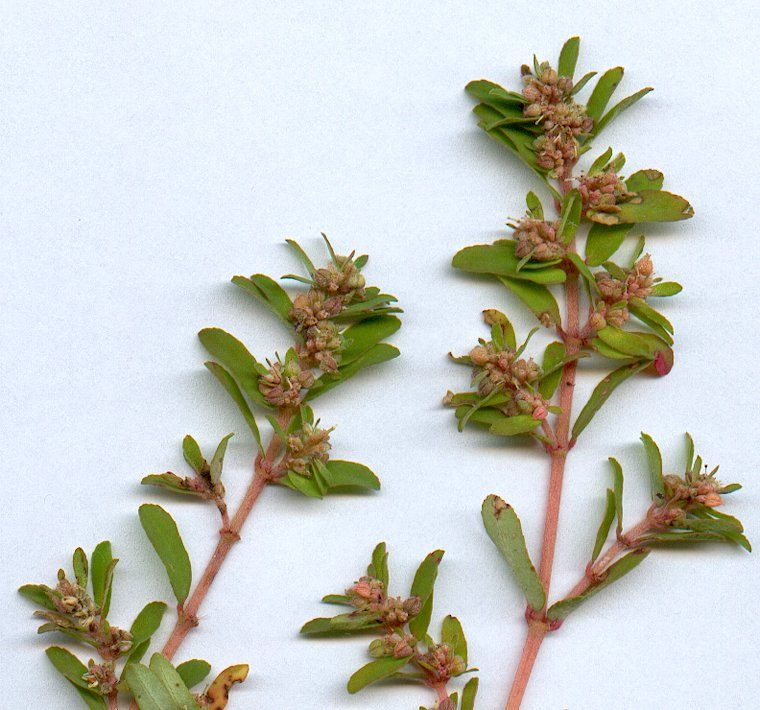
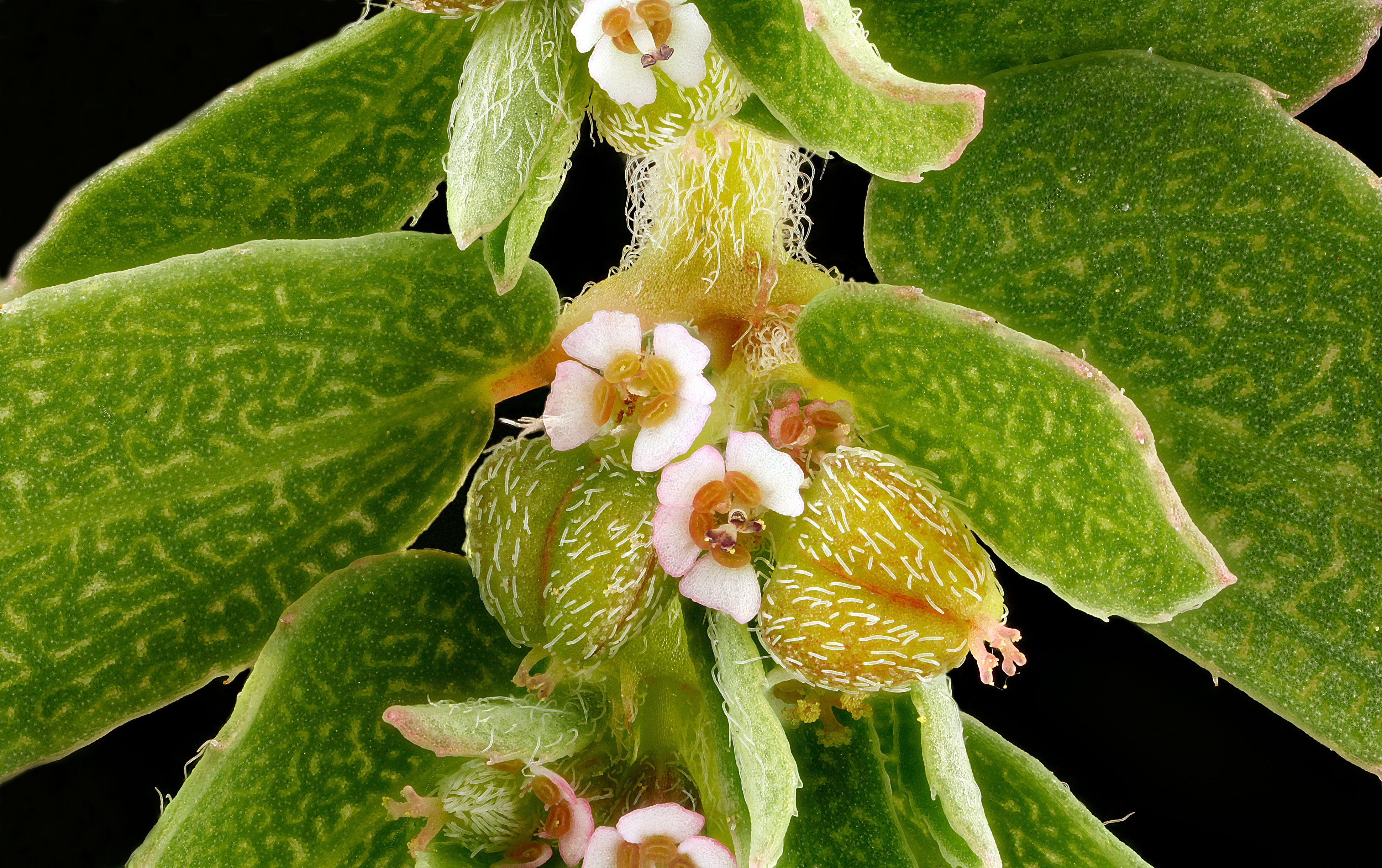
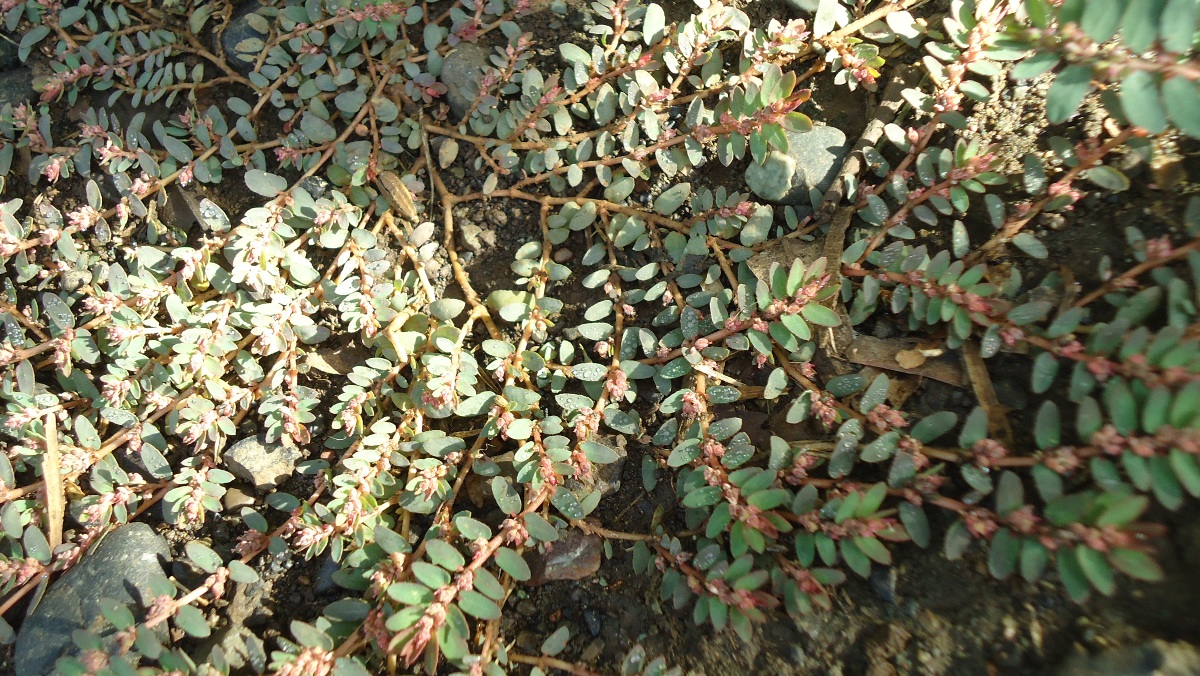